# Złoty Medal „Sierp i Młot”
Złoty Medal „Sierp i Młot” (ros. Золотая Медаль "Серп и Молот") – radziecki  medal nadawany jako odznaka nadania tytułu Bohatera Pracy Socjalistycznej.

## Historia
Medal został ustanowiony dekretem Rady Najwyższej ZSRR w dniu 22 maja 1940 roku uzupełniającym dekret z dnia 27 grudnia 1938 roku o ustanowieniu tytułu Bohatera Pracy Socjalistycznej. W myśl tego dekretu medal miał się stać widocznym znakiem osób nagrodzonych tytułem Bohatera Pracy Socjalistycznej.

## Zasady nadawania
Medal był nadawany wraz z tytułem Bohatera Pracy Socjalistycznej obok Orderu Lenina i dyplomu. 
Medal otrzymywały wszystkie osoby nagrodzone tytułem, mógł być nadawany wielokrotnie.

## Opis odznaki
Odznakę medalu stanowi wykonana ze złota próby 950 pięcioramienna gwiazda na którą naniesiony jest wypukły rysunek sierpa i młota.
Na rewersie w centralnej części jest wypukły napis ГЕРОЙ СОЦИАЛИСТИЧЕСКОГО ТРУДА (pol. Bohater Pracy Socjalistycznej) oraz numer medalu.
Medal zawieszony jest na prostokątnej blaszce pokrytej wstążką koloru czerwonego.
Medal nosi się na lewej stronie piersi, w kolejności po Medalu Złota Gwiazda.